# Clynotis severus
Clynotis severus is een spinnensoort, die behoort tot de familie der springspinnen. 
De soort komt voor in Australië, en leeft vooral op de stammen van eucalyptusbomen. De vrouwtjes van de Clynotis severus worden gemiddeld 7 millimeter lang, en de mannetjes 5 millimeter. De beet van de spin is niet fataal voor mensen, maar kan wel voor een pijnlijke wond zorgen.